# Amtsfischerei Pockau

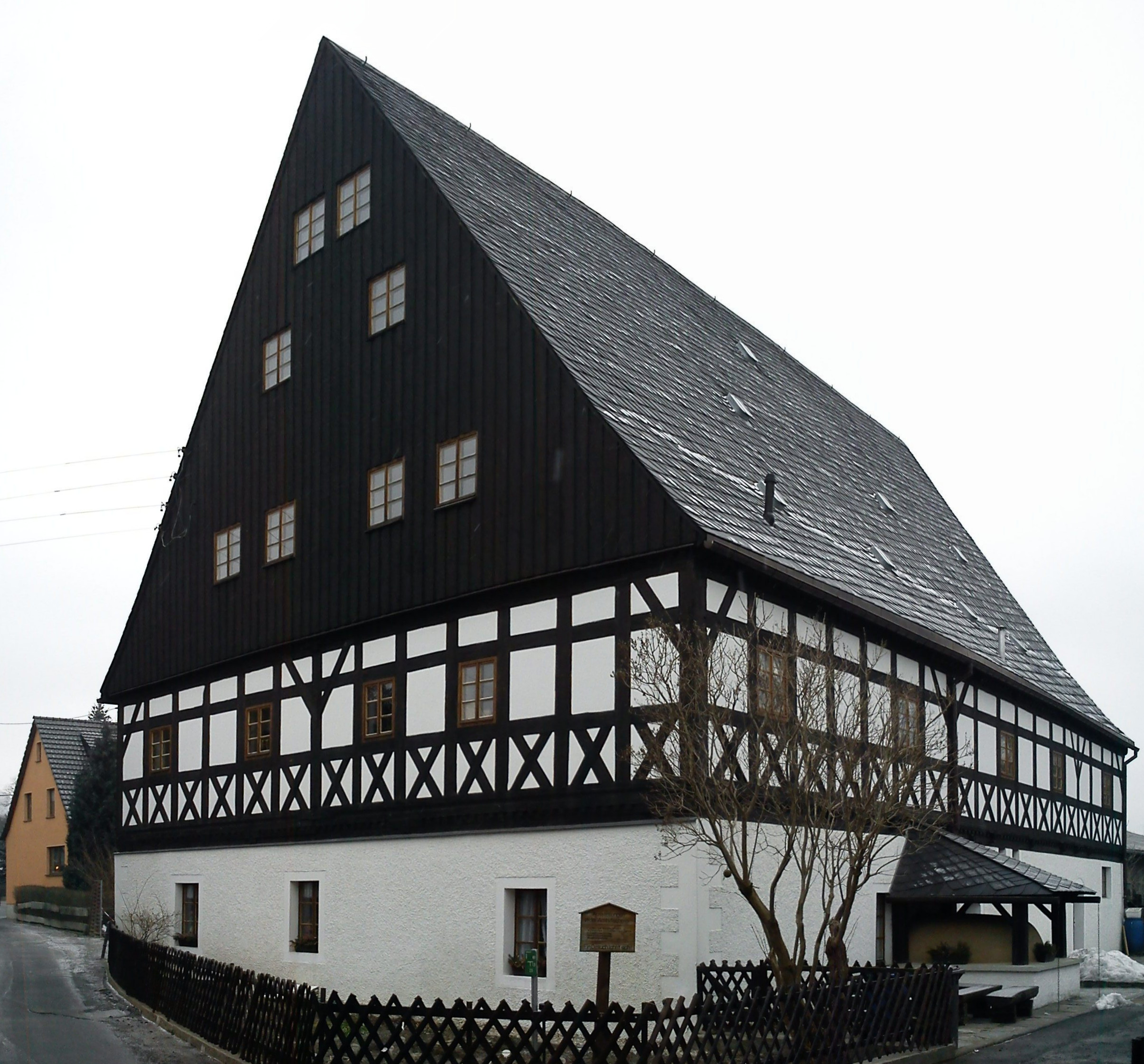
Als Vereinshaus und Museum Kurfürstliche Amtsfischerei genutztes Fischergut in Pockau, 2011

Die Amtsfischerei Pockau, früher auch Fischergut Pockau, ist ein denkmalgeschütztes Haus im Ortsteil Pockau der Stadt Pockau-Lengefeld im Erzgebirgskreis im Freistaat Sachsen. Es handelt sich um ein als Vereinshaus und Museum Kurfürstliche Amtsfischerei genutztes Fachwerkgebäude.

## Lage
Die Amtsfischerei befindet sich im Fischereiweg 35 in Pockau-Lengefeld.

## Architektur und Geschichte
Es handelt sich um ein mehrgeschossiges Fachwerkhaus aus dem 17. Jahrhundert, verziert mit einem Sitznischenportal und zahlreichen Andreaskreuzen, Zahnschnittfriesen und Schiffchenkehlen. Es ist 21 m lang, 14 m breit und 16 m hoch und zählt zu den bedeutendsten Fachwerkbauten des Erzgebirges.
Als Baujahr wird 1653 genannt. Nach dem Dreißigjährigen Krieg wurde das durch Brandstiftung zerstörte Fischergut in jenem Jahr wiedererrichtet und als kurfürstlich-sächsische Amtsfischerei im Auftrag des Kurfürsten Johann Georg I. von Sachsen genutzt. Hier hatte der Fischmeister des Amtes Lauterstein seinen Sitz. Dieser war zuständig für die Beaufsichtigung der nicht unbeträchtlichen Fischerei in der Schwarzen Pockau und der Flöha im sächsischen Erzgebirge und den umliegenden Fischteichen. Gleichzeitig erfolgte hier die Weiterverarbeitung eines Teiles des gefangenen Fisches.
Im Jahre 1953 – 300 Jahre nach Errichtung – wurde das Fischergut unter staatlichen Denkmalschutz gestellt. Von 1983 bis 1993 erfolgte eine umfangreiche Renovierung und Sanierung des Gebäudes. Bereits vor endgültiger Fertigstellung der Arbeiten zog der 1991 gegründete Heimat- und Mühlenverein Pockau in das Gebäude ein und nutzte es als Vereinshaus für Zusammenkünfte und Veranstaltungen. Auch der Erzgebirgszweigverein nutzt Räumlichkeiten des Gebäudes.
1996 zog die Gemeindebücherei von Pockau mit in das Gebäude.
Das Museum Kurfürstliche Amtsfischerei präsentiert ständige Ausstellungen im Gebäude, insbesondere „Wohnen wie zu Großmutters Zeiten“, Ortsgeschichte von Pockau-Lengefeld, Flößerei und Köhlerei in Modelldarstellung, Klöppeln im Erzgebirge. Daneben findet zu besonderen Anlässen auch eine Modelleisenbahnanlage ihre Aufstellung.
Auf dem Freigelände der Amtsfischerei können der Nachbau eines historischen Lehmbackofens, alte Landwirtschaftsgeräte sowie ein Kräutergarten besichtigt werden.